# Li-Chen Wang
Li-Chen Wang (1935) è un informatico statunitense,  noto principalmente per aver scritto il Palo Alto Tiny BASIC, un dialetto del linguaggio di programmazione BASIC sviluppato per i microcomputer basati sull'Intel 8080.

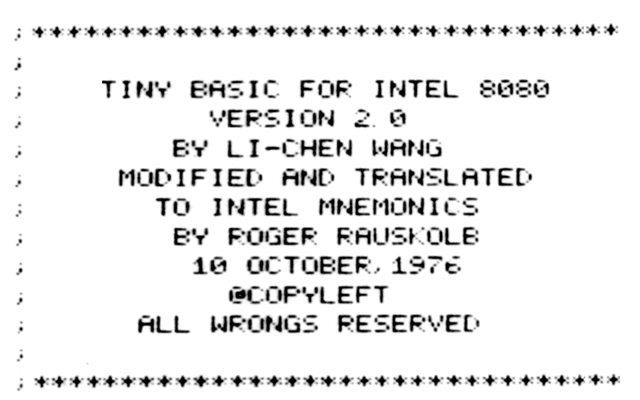
Inizio del sorgente del Palo Alto Tiny BASIC (1976) scritto da Li-Chen Wang riportante uno dei primi utilizzi del copyleft: notare la scritta "All Wrongs Reserved".

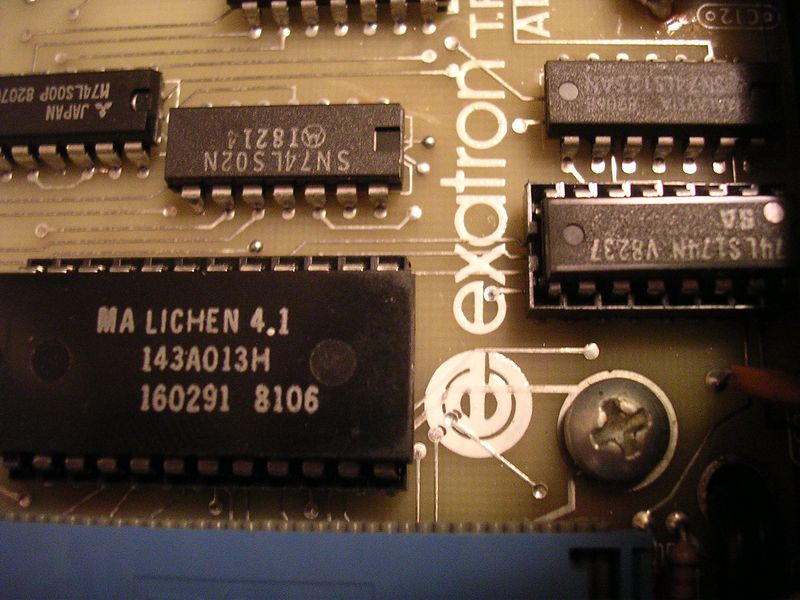
La ROM marchiata "LICHEN" (Li-Chen) contenente il firmware dell'Exatron Stringy Floppy per il TRS-80.

Il Palo Alto Tiny BASIC fu solo la quarta versione del Tiny BASIC ad essere pubblicata sulla rivista Dr. Dobb's Journal of Computer Calisthenics & Orthodontia, non la prima ma certamente una delle più influenti, essendo stato il linguaggio usato come base per i BASIC di diversi computer a seguire, tra cui il primo modello del TRS-80. Si differenziava dalle altre versioni per l'utilizzo delle forme abbreviate dei comandi, una soluzione adottata per risparmiare memoria, per un interprete che occupava solo 1,77 kB di RAM e per il fatto che prevedeva l'uso di un terminale per l'input dell'utente e l'output del computer.
Li-Chen Wang è stato anche uno dei primi ad utilizzare il concetto di copyleft: nel codice sorgente del Palo Alto Tiny BASIC si legge infatti "@COPYLEFT - ALL WRONGS RESERVED", un esplicito riferimento ai diritti dei produttori software difesi da Bill Gates nella sua lettera aperta agli hobbisti pubblicata alcuni mesi prima, lettera in cui Gates accusava di violazione di copyright chi copiava il suo Altair BASIC. Fu proprio in risposta a tale lettera che fu completato il Tiny BASIC, per poter offrire agli hobbisti un interprete BASIC alternativo a quello distribuito con l'Altair 8800 ma gratuito.
Wang ha sviluppato anche il firmware dell'Exatron Stringy Floppy, un lettore di mini-cassette a nastro per il TRS-80 che, grazie alla codifica Manchester utilizzata per la trasmissione dei dati, risultava particolarmente veloce.
Negli anni duemila ha lavorato presso "ACTiSYS" nello sviluppo di dispositivi iR ed è stato anche a capo della commissione "Infrared Data Association".